# 岛山安昌浩级潜艇
岛山安昌浩级潜艇（：／），又名KSS-III型潜艇、张保皋-III级，是大韓民國海軍建造中的一型攻击型潜艇。为首级能发射潜射弹道导弹的AIP潜艇。计划建造9艘，于2014年至2029年间分三批次进行。首批次三艘已建成下水。该型潜艇以韩国独立运动政治家安昌浩命名。2021年9月，韩国在该型首艇岛山安昌浩号上成功试射了潜射弹道导弹，成为全球第8个掌握该技术的国家。

## 设计
该型潜艇由韩国最大的两家造船企业——大宇造船海洋和现代重工联合设计。自2007年开始筹划设计工作。该型潜艇为韩国至今为止建造的最大型的潜艇，也是韩国首次建造3000吨以上排水量的潜艇。

### 一批次
一批次共计三艘，前两艘由大宇造船海洋建造，第三艘由现代重工建造。一批次潜艇水上排水量为3,358公吨，潜航排水量为3,750公吨，艇员编制50人。根据大宇的报告，超过76%的潜艇部件是在韩国国内采购的。潜艇使用了本土设计燃料电池作为AIP模組，可提供20天的水下自持力。六个533毫米鱼雷发射管位于艇艏。在指挥台围壳后方有6单元的K-VLS垂直发射装置，携带6枚玄武4-4潜射弹道导弹。

### 二批次
二批次在设计、武器和自动化方面进行了多项改进。二批次潛艇的水上排水量將增加至3,600公噸。根据大宇的报告，有80%的潜艇部件在韩国国内采购。该批次一个显著的改进是使用了锂电池技术，这是继日本蒼龍級潛艇后第二个使用锂电池的AIP潜艇的国家。锂电池将由三星SDI开发，并由韩华防务供货。此外，该批次还将垂直发射单元从6个增加到10个，除了玄武4-4潜射弹道导弹外，还可以发射翔龙（Chonryong）对地巡航导弹（开发中）。

## 同级舰
| 批次 | 舷号   | 舰名                                                                                     | 造船厂              | 动工日期       | 下水日期        | 服役日期       | 命名由来                  |
| ---- | ------ | ---------------------------------------------------------------------------------------- | ------------------- | -------------- | --------------- | -------------- | ------------------------- |
| 1    | SS-083 | 岛山安昌浩号潜艇 [ROKS Dosan Ahn Changho] 错误：{{Lang}}：無法辨識語言標籤 latin（帮助） | 大宇造船海洋 (玉浦) | 2016年 5月17日 | 2018年 9月14日  | 2021年 8月13日 | 韩国独立运动 政治家安昌浩 |
| 1    | SS-085 | 安武号潜艇 [ROKS Ahn Mu] 错误：{{Lang}}：無法辨識語言標籤 latin（帮助）                  | 大宇造船海洋 (玉浦) | 2018年 4月17日 | 2020年 11月10日 | 2023年4月20日  | 韩国独立运动 志士安武     |
| 1    | SS-086 | 申采浩号潜艇 [ROKS Shin Chae-ho] 错误：{{Lang}}：無法辨識語言標籤 latin（帮助）          | 現代重工 (蔚山)     | 2019年 4月11日 | 2021年 9月28日  | 2024年4月5日   | 韩国独立运动 志士申采浩   |
| 2    | SS-087 | 待定                                                                                     | 大宇造船海洋 (玉浦) | 待定           | 待定            | 待定           |                           |
| 2    | SS-088 | 待定                                                                                     | 大宇造船海洋 (玉浦) | 待定           | 待定            | 待定           |                           |